# Frida Hyvönen
Anna Frida Amanda Hyvönen, conosciuta semplicemente come Frida Hyvönen (Robertsfors, 30 dicembre 1977), è una musicista e cantautrice svedese.

## Biografia
Di padre norvegese e madre svedese, Frida inizia l'attività di musicista nel 2004, esibendosi nei locali indie sia in Svezia che in Norvegia. Pubblica il disco d'esordio nell'aprile 2005 attraverso la Licking Fingers (pubblicato nel 2006 anche negli Stati Uniti dalla Secretly Canadian). Si tratta di Until Death Comes, disco di cantautorato pop centralizzato sull'abbinamento piano-voce. Intraprende un tour con José González.
Quasi contemporaneamente porta avanti un progetto parallelo, chiamato Frida Hyvönen Gives You, con cui pubblica PUDEL (gennaio 2007). Con questo progetto Frida decide di orchestrare a modo suo parti originariamente ideate per l'omonimo spettacolo teatrale commissionatole dal coreografo Dorte Olesen nel 2005.
Nell'ottobre 2008 pubblica Silence Is Wild, un disco autobiografico che richiama alla mente artiste come Laura Nyro e Joni Mitchell.
Nel marzo 2009 pubblica Music from Drottninglandet, secondo disco a nome Frida Hyvönen Gives You. Il disco viene allegato all'opera fotografica di Elin Berge.
A tre anni di distanza, torna col terzo disco (il quinto in assoluto) nell'aprile 2012, intitolato To the Soul che, come dice il nome stesso, parla dell'anima e tocca l'anima, con l'espressività del suo mezzosoprano e con le note delineate dal suo pianoforte.

## Discografia
- 2005 - Untile Death Comes
- 2007 - Frida Hyvönen Gives You: Music from the Dance Performance PUDEL
- 2008 - Silence Is Wild
- 2009 - Frida Hyvönen Gives You: Music from Drottninglandet
- 2012 - To the Soul